# Diplacodes deminuta
Diplacodes deminuta é uma espécie de libelinha da família Libellulidae.
Pode ser encontrada nos seguintes países: Angola, Botswana, Malawi, Namíbia, África do Sul, Tanzânia, Uganda, Zâmbia e possivelmente em Guiné.
Os seus habitats naturais são: florestas subtropicais ou tropicais húmidas de baixa altitude, savanas áridas, savanas húmidas, matagal árido tropical ou subtropical, matagal húmido tropical ou subtropical e matagal tropical ou subtropical de alta altitude.